# Катастрофа Ан-24 под Черниговом
Катастрофа Ан-24 под Черниговом — авиационная катастрофа, произошедшая субботним утром 15 мая 1976 года вблизи села Викторовка. Авиалайнер Ан-24РВ Киевского ОАО предприятия «Аэрофлот» выполнял регулярный пассажирский рейс SU-1802 по маршруту Винница — Москва, но через 40 минут после взлёта из Винницкого аэропорта Гавришовка, во время крейсерского полёта на высоте 5700 метров у лайнера резко заклинило руль направления вправо и самолёт вошёл в штопор. Через 1 минуту нахождения в таком состоянии лайнер рухнул на землю у села Викторовка и полностью разрушился. Погибли все находившиеся на его борту 52 человека — 46 пассажиров и 6 членов экипажа.

## Самолёт
Ан-24РВ (регистрационный номер СССР-46534, заводской 57310108, серийный 101-08) был выпущен заводом Антонова 27 февраля 1975 года. 1 апреля того же года был направлен в Киевский объединённый авиаотряд Украинского территориального Управления гражданской авиации. Оснащён двумя турбовинтовыми двигателями АИ-24 производства ЗМКБ «Прогресс» имени А. Г. Ивченко. На день катастрофы совершил 2328 циклов «взлёт-посадка» и налетал 2976 часов.

## Экипаж
Состав экипажа рейса SU-1802 был таким:
- Командир воздушного судна (КВС) — Фёдор Иванович Чумак;
- Второй пилот — Виктор Сергеевич Пащенко;
- Штурман — Пётр Павлович Максименко;
- Штурман-стажёр — Виктор Владимирович Козлов;
- Бортмеханик — Иван Николаевич Ухань;

В салоне самолёта работала стюардесса Нина Николаевна Сукало.

## Катастрофа
15 мая 1976 года в 10:07 MSK рейс SU-1802 с 46 пассажирами и 6 членами экипажа вылетел из Винницкого аэропорта Гавришовка, а рейс выполнял Ан-24РВ борт СССР-46534, летящий из Винницы в Москву. Набрав высоту, лайнер занял эшелон полёта 5700 метров (FL190). Ориентировочно в 10:29 был включён автопилот (но бортовой самописец этого момента не зафиксировал).
Над Черниговским районом Черниговской области небо в это время было затянуто кучево-дождевыми облаками с нижней границей 480 метров и с верхней 5—6 километров, отдельные вершины до 7—8 километров, ветер умеренный западный (6 м/с 250°), шёл ливневый дождь, а видимость составляла 10 километров. Рейс 1802 летел в горизонтальном полёте на высоте 5700 метров и с приборной скоростью 350 км/ч, когда примерно в 10:47 руль направления (РН) неожиданно резко (за 1 секунду) отклонился до упора (на 25°) вправо, в результате чего угол крена и курс быстро изменились. Пилоты быстро отреагировали на это отклонением элеронов, тем самым пытаясь парировать крен. Через несколько секунд руль направления был отклонён на 9°, а руль высоты отклонён на 30° на кабрирование (поднял нос). Но авиалайнер уже вышел на закритические углы атаки, а затем вошёл в штопор. На момент входа в штопор воздушные винты были зафлюгированы.
С перегрузкой 1,15—1,2g и с вертикальной скоростью 100 м/с неуправляемый лайнер понёсся к земле. В 10:48 (спустя 1 минуту и 20 секунд с момента самопроизвольного отклонения руля направления) рейс SU-1802 с курсом 245° в полётной конфигурации под углом 50° и практически без поступательной скорости врезался в землю в 500 метрах юго-восточнее села Викторовка и в 14,5 километрах юго-восточнее (азимут 143°) Черниговского аэропорта (примерно 51°17′ с. ш. 31°25′ в. д.). Все 52 человека на борту авиалайнера (6 членов экипажа и 46 пассажиров) погибли.

## Причины катастрофы
Следственная комиссия на основе анализа данных о погоде установила, что самолёт не попадал под воздействия мощных воздушных потоков. Согласно данным военных ведомств, в это время не проводилось никаких запусков авиации ВВС и ПВО, беспилотных средств, а также стрельб. Также было установлено, что вплоть до столкновения с землёй самолёт был цел.
Лишь при изучении обломков лайнера было обнаружено, что шток триммерного механизма МП-100 (руль направления) вышел на 22,5 миллиметра.

Резкое, неожиданное отклонение руля направления в момент отключения автопилота, что привело к развитию большой угловой скорости крена и скольжения, выходу на закритический угол атаки, выключению двигателей, переходу в штопор и столкновению с землёй. Причиной отклонения РН является выход штока триммерного механизма МП-100 на 22,5 мм при включенном автопилоте и последующем его отключении. Однозначно причину выхода штока установить невозможно из-за разрушения и пожара самолёта. Вероятными причинами могли быть отказ в электрической цепи или непреднамеренное нажатие на переключатель управления триммером кем-то из членов экипажа при включённом автопилоте. Вследствие конструктивной особенности совмещённого триммера-сервокомпенсатора с пружинной тягой допускается резкая перекладка РН в момент отключения автопилота при отклонённом электромеханизме триммера и отсутствии действий со стороны экипажа по парированию отклонения РН в течение двух секунд после отключения автопилота.
Сопутствующий фактор: наличие мощной кучево-дождевой облачности и ливневых осадков.
— Из выводов комиссии 